# タイムドメイン・スピーカー
タイムドメイン・スピーカーとは、タイムドメイン社の由井啓之が提唱する「タイムドメイン理論」に基づいて設計されたスピーカーの総称である。

## 理論
「タイムドメイン理論」の根本は、原信号からその周波数成分（周波数領域で見た信号）を保存するだけではなく時間軸上の波形（時間領域（タイムドメイン）で見た信号）も忠実に保存し再生しようということである。
タイムドメイン理論が主張する波形忠実再生を実現しようとした時、スピーカーは入力＝出力という動作を求められるが、それを測るのがインパルス応答である。インパルスは時間は限りなく０に近くレベルは無限大で、すべての周波数を含んでいる信号のことで、インパルスをスピーカーに入力した時にスピーカーからそれが再生できれば、そのスピーカーは入力＝出力を実現しているのでどんな音波を入力してもそれと全く同じ音波を再生できる。つまり、タイムドメイン理論とはインパルス応答をインパルスに近づけようとするアプローチと言える。インパルス応答が完璧なら周波数特性は振幅も位相も完全にフラットになるので、波形も成分も満足していることになる。

## 構造
しかし当然ながら現実には種々の物理的制約が存在するので、ユニット以外から余計な音が放射されにくい構造にしてインパルス応答を追求する必要がある。
タイムドメイン社の主張では、従来のスピーカシステムは静的な周波数スイープ検査が優秀であっても、インパルス応答が良くないため再生能力が低いとしている。良好なインパルス応答のためには、広い周波数に対して時間（位相）の遅れがないことが必要である。
現在普及しているタイムドメイン・スピーカーの基本構造は以下の通りであり、大別して円筒型スピーカーと卵型スピーカーが現行製品として存在する。しかし由井が開発を手掛けたタイムドメインスピーカーの先駆けであり、由井自身が究極のタイムドメインスピーカーと発言するオンキヨーのグランセプターGS-1が2ウェイ・3スピーカー・オールホーン構成であったことなど、必ずしも当てはまらないものもある。GS-1は強固なキャビネットに応答性の良いホーン型ツィーターとホーンロードをかけた比較的小口径のウーファーユニット２台を使用し、さらにホーンも徹底的に防振を施した構造で、由井はGS-1は徹底した測定と試聴で作り上げたもので復刻は不可能であり、現在のタイムドメインスピーカーの構造は安価で簡単な方法でGS-1の音を再現するための構造であると発言している。
複数のユニットを用いるマルチウェイ構成のシステムでは、ユニットの位置やネットワークのために位相の乱れが発生し、インパルス応答が不良である。またスピーカーユニットの振動がキャビネットに伝わり、時間が遅れた付帯音を発生することも有害としている。
またマルチウエイ構成では必須とされるローパス・ハイパスのフィルタ（ディバイダあるいはネットワークと呼ばれる）を用いると位相が回転することが避けられないため、周波数による時間差が少ない小口径フルレンジユニットを使い、そのスピーカーユニットの反力を錘に負担させ、かつキャビネットから弾性体によって浮かすことを基本とする。
なお、タイムドメインでは電気的な影響よりも振動などの機械的な影響を重要視し、微小な信号の立ち上がりを妨害する不要な振動や共振を抑えることに重点が置かれているため、他のオーディオのような高出力なアンプや電気抵抗の低い太いケーブルといったものは重要視されていない。
スピーカーとアンプを接続する線材（スピーカーコード）など、配線は振動の減衰のしやすさを優先して一般的に推奨されている太い物よりはむしろ細いものを推奨している（ライカル線など）。
円筒型スピーカー
- スピーカーユニットの後部に仮想グランドと称する大きな錘（コーンの1000倍の重さ）を下方にぶら下げてあり、ユニットは弾性体を経てキャビネットに乗っており、力学的には弾性体のバネとダンパー効果により浮いている。スピーカーのコーン紙が電磁力で前方に動くとき、スピーカーフレームは反力で後方に動くが、通常のスピーカーはその反力をネジ止めされたキャビネットに伝えその重さで吸収させている。一方、このスピーカーではその反力は錘で吸収され、キャビネットに伝わらない。これによりキャビネットが純粋に音圧だけを担い、ユニットの反動による振動をあまり受けないという。

- コーンの振動とスピーカーユニットの構造物の振動と重力、それらに伴うキャビネットの振動の方向を一致させ、異なる方向に振動が発生することによって生じる位相の乱れを低減させる目的でスピーカーを上方に向けている。そのため大半は無指向性の音響出力となる。

- ユニット背部の音を消音するためと背圧抜きの目的で長いパイプ状キャビネット内に吸音材を使用している。副次的にパイプ状キャビネットによる気柱共鳴により低音増強効果があるため、通常のスピーカーのような低音再生のために大きなスピーカーと大きなキャビネットが必要が無い。小口径ユニットを使用しているためツィーターによる高音域の追加は必要性が低く、小音量から中音量ではフルレンジの特性である大きく破綻しないバランスのよい音響が実現できる。

卵型スピーカー
- 小型のものは後面に円柱状錘をつけた小口径ユニットを弾性体を介してキャビネットに固定しており、小規模のポートを持っている。やや大型のものでは台座に直結している支持脚をユニット後部に直結し、支持脚に支持腕を設け弾性体を介してキャビネットを固定している。サイズ的に低音が不足するが、内部定在波や表面回折の影響がないことを特質としている。

その他としてタイムドメインの理論で作られたサブウーファーも存在する。円筒型の構造をそのまま使用したものと、比較的小口径のウーファーユニットを背面対向に配置してシャフトで結合し、この2本のスピーカーユニットを同相駆動させることにより発生するお互いの反作用の力を利用し合わせグランドアンカーの代わりとし、弾性体でシャフトをキャビネットに固定しているものが存在する。

## 疑問点・難点
- インパルス応答性能が良いに越したことはないが、それだけではスピーカーの一部分の性能を見ているに過ぎない。

- タイムドメイン理論で製作されたスピーカー類は全て分類や性格が異なり、これらをタイムドメイン・スピーカーという１つの言葉で分類してしまうことが理解を難しくしている。

- 旧来のフルレンジ型のシステムでもインパルス応答は良好であり、またキャビネットが強固であれば、小音量ではキャビネット付帯音は問題にならない。実際、GS-1ではラワン合板と米松単板6枚貼りあわせの7層構造に加え、ダンピング材と鉄板によって拘束することで振動を抑えている。またインパルス応答を悪化させるバスレフ方式を使用している。由井自身はこれはスピーカーの背圧を抜きつつ背部の音を消すための構造で自動車の消音機のようなものであり、バスレフでは無いとしている。

- ユニットに取り付ける錘は重量が十分に無いとスピーカー自体が振動することになり、インパルス応答は悪化するはずである。

- キャビネットの影響を極力排除する構造であるため、箱型スピーカー以上にユニットの性能が強く表れやすい。そのため質の良くないユニットを用いた場合はその粗も現れやすい。またコーン型のフルレンジ・スピーカーユニットを使用している以上、コーンやフレームなどの影響を避けることは不可能だと考えられる。タイムドメイン・スピーカーに適するユニットは磁気回路が強力で軽量な振動系が適するとされ、由井自身は内部損失が高く軽量な紙製振動板と布製エッジを用いたものが適するとしている。

- 小口径ユニットのため大音響の用途には向いておらず、また間接音を有効に使うため、比較的に小さめで吸音が少なく反響音の多い部屋での視聴で大きな効果が得られる。またソースとしては環境音などの左右反相成分を多く含んだライブ録音が効果的である。

- 「タイムドメイン・ライト」のアンプの入力部には入力ヴォリュームとコンデンサによるHPF回路が組まれており、音量を大きくすると低域が出なくなっている。スピーカー保護の役目を果たすとはいえ、入力波形をいじっている。

## タイムドメイン理論による製品設計に関わる会社
- タイムドメイン社（京都府）
- デンソーテン（兵庫県、旧・富士通テン） - 　ECLIPSE TDシリーズスピーカーを販売
- 株式会社ボザール（東京都） - ライセンスによるMarty101・Jupity301の企画・設計・生産・販売
- 三洋電機（大阪府）- 液晶テレビ製品にて採用
- 株式会社オーセンティック - ライセンスによる企画・設計・生産を行っている